# Leaving New York
«Leaving New York» — первый сингл с альбома «Around the Sun» американской рок-группы R.E.M. Данный сингл был издан в 2004 году звукозаписывающим лейблом Warner Bros. Records.
«Leaving New York» — песня, в которой коллектив признаётся в любви к Нью-Йорку. По словам вокалиста R.E.M. Майкла Стайпа, композиция была написана на борту самолёта, пролетающего над ночным Нью-Йорком.
В Великобритании сингл достиг 5-го места в национальном хит-параде и не покидал список 75 наиболее популярных песен страны в течение 5 недель.

## Список композиций
Авторы песни «Leaving New York» — Питер Бак, Майк Миллз и Майкл Стайп. Авторы всех прочих песен — Питер Бак, Билл Берри, Майк Миллз и Майкл Стайп.

### CD1 (UK)
Каталожные номера 5439 16177-2, W654CD1.
1. «Leaving New York» — 4:49
2. «(Don’t Go Back To) Rockville» (Live) — 4:35

Представленная здесь концертная версия «(Don’t Go Back To) Rockville» была записана 25 октября 2003 года в Осло для норвежской радиостанции «NRK P1».

### CD2 (UK)
Каталожные номера 9362 42755-2, W654CD2.
1. «Leaving New York» — 4:49
2. «You Are The Everything» (Live) — 3:30
3. «These Days» (Live) — 3:27

Содержащаяся на CD2 (UK) живая версия «You Are The Everything» была записана 10 октября 2003 года во время саундчека перед концертом в Роли. Представленная здесь концертная версия «These Days» была записана 30 сентября 2003 года во время выступления в Торонто.